# Coenonympha lyllus

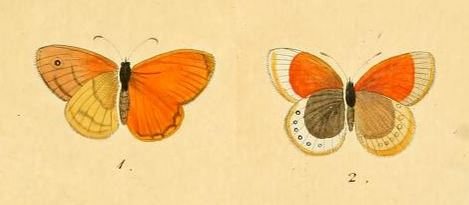
Coenonympha lyllus aus der Erstbeschreibung von Esper, 1805

Coenonympha lyllus, Syn.: Coenonympha pamphilus lyllus, ist ein Schmetterling (Tagfalter) aus der Familie der Edelfalter (Nymphalidae).

## Beschreibung
Coenonympha lyllus ähnelt sehr stark dem Kleinen Wiesenvögelchen (Coenonympha pamphilus), allerdings haben die Falter auf der Flügelunterseite eine dünne Silberlinie am Außenrand und die Raupen auf der Iberischen Halbinsel eine grüne statt einer schwarzen Kopfkapsel. Die Sommerform hat auf der Flügeloberseite einen breiten dunklen Randstreifen, der auf der Vorderflügelunterseite als diffuser Streifen erscheint. Davor verläuft eine blasse gerade, nach innen rötlich begrenzte, Postdiskalbinde. Auf der Hinterflügelunterseite fehlen meist die Augenflecke oder sie sind nur undeutlich. Der Rand ist ebenfalls dunkel, die Postdiskalregion ist blass gelblich und davor bis zur Basis ist der Flügel hell sandbraun.

### Ähnliche Arten
- Kleines Wiesenvögelchen (Coenonympha pamphilus) (Lineaus, 1758)
- Coenonympha rhodopensis Elwes, 1900
- Coenonympha thyrsis (Freyer, 1845)

## Vorkommen
Coenonympha lyllus kommt im südlichen Teil der Iberischen Halbinsel, auf den Balearen, Sardinien und im westlichen Nordafrika, dem Libanon, Kurdistan und dem Nordost-Iran vor.

## Lebensweise
Die Weibchen legen ihre Eier einzeln an trockenen Stängeln nahe am Boden in niederwüchsigen Grasbeständen ab. Die Raupen entwickeln sich unterschiedlich schnell. Die einen verpuppen sich und schlüpfen schon nach insgesamt wenigen Wochen, andere fressen früh nichts mehr und bereiten sich auf die Überwinterung vor. Die Raupen können in jedem der Raupenstadien überwintern und vorher noch eine Sommerpause einlegen. In Zentralspanien wird die Diapause der Raupen durch Tageslichtlängen unter 14 Stunden induziert. Bei milden Wintertemperaturen macht ein Teil der diapausierenden Raupen fünf anstelle von vier Larvalstadien durch.
Flugzeit

Die Falter fliegen in zwei bis drei Generationen von März bis Oktober.
Nahrung der Raupen

Die Raupennahrungspflanzen sind unbekannt. Bei der Zucht wurden Schwingel (Festuca) und Rispengräser (Poa) angenommen.

## Systematik
Coenonympha lyllus wurde von Eugen Johann Christoph Esper 1805 in Die Schmetterlinge in Abbildungen nach der Natur mit Beschreibungen. Theil I. Die Tagschmetterlinge anhand eines Fundes in Portugal als Papilio lyllus erstbeschrieben.
C. lyllus wird in der Literatur oft als Sommerform des Kleinen Wiesenvögelchens (C. pamphilus) beschrieben, da sich die Sommerform deutlicher vom Kleinen Wiesenvögelchen unterscheidet. Es konnte aber gezeigt werden, dass sich die Falter (Silberlinie auf der Flügelunterseite) und die Raupen (grüne statt schwarzer Kopfkapsel), die auf der iberischen Halbinsel und Nordafrika vorkommen, immer unterscheiden. Genetische Untersuchungen gibt es allerdings noch keine, die den Artstatus weiter stützen könnten.
Synonyme
- Papilio lyllus Esper, 1805
- Coenonympha pamphilus latevittata Verity, 1916
- Coenonympha pamphilus arenosa Verity, 1926
- Coenonympha pamphilus atlantea Verity, 1926